# WildStorm

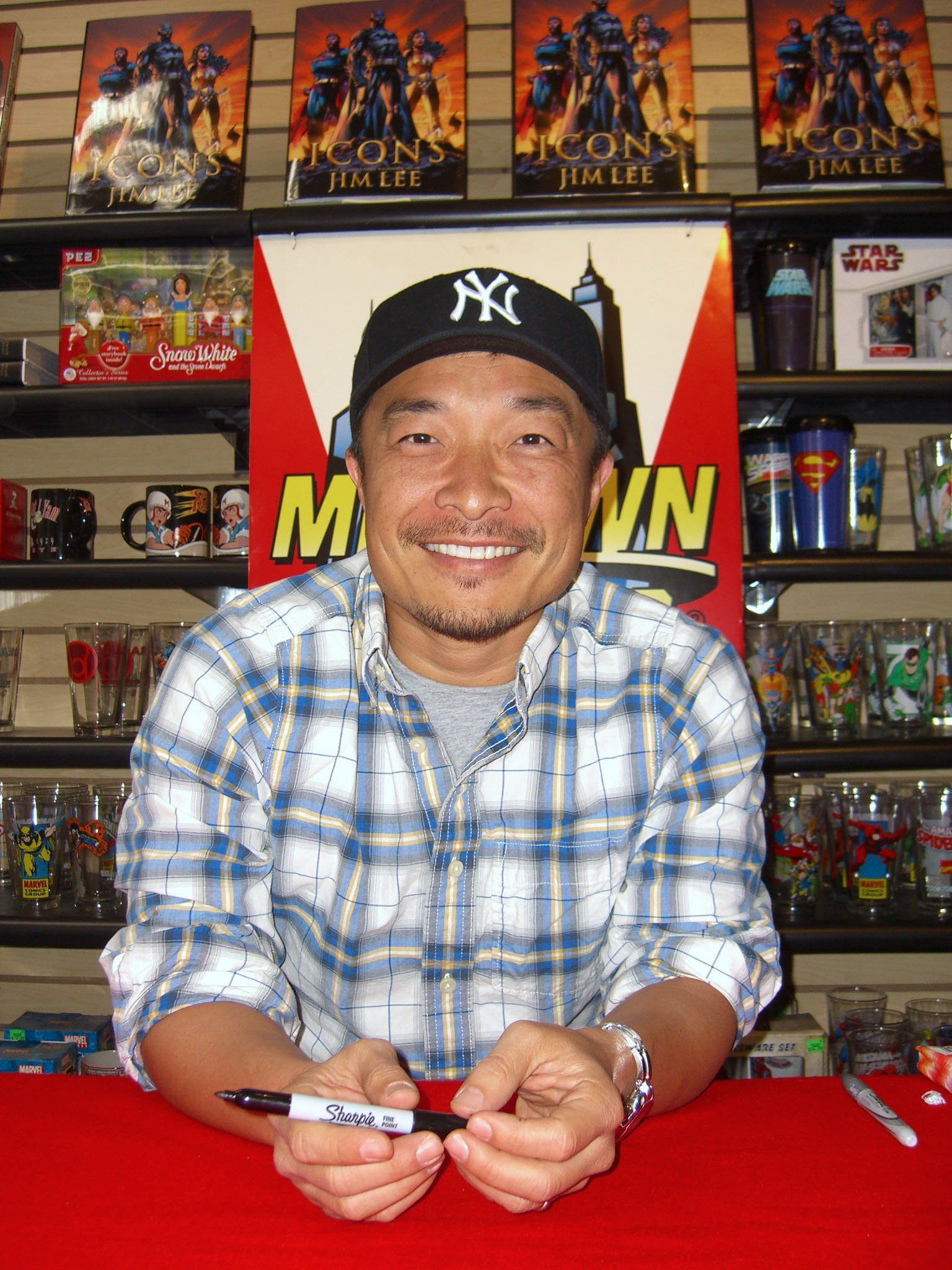
Jim Lee dando autógrafos

Wildstorm Productions, ou simplesmente WildStorm, foi uma editora de histórias em quadrinhos norte-americana.

## História
Começou como a empresa pessoal de Jim Lee na Image Comics, mas atualmente é um selo da DC, com Lee como seu editor.
Em 1995 a Wildstorm criou o selo Homage Comics, centrado em revistas mais guiadas pelo texto, e em 1997 o Cliffhanger, para trabalhos autorais. A editora foi comprada em 1998 pela DC Comics, passando a ter uma influência original e significativa no mercado de quadrinhos. Foi nessa época que a Wildstorm lançou mais um selo, America's Best Comics, especificamente para que Alan Moore pudesse publicar suas obras. 
Posteriormente, a produção da editora esteve mais centrada em versões em quadrinhos de produtos licenciados como Heroes, Thundercats e Resident Evil.
Em Setembro de 2010, Dan DiDio e Jim Lee anunciaram que o selo WildStorm seria descontinuado e os títulos do selo passariam a ser publicados com o logotipo da DC Comics.
Em 2016, a DC Comics anunciou o retorno do selo, concretizado em fevereiro de 2017 com o lançamento de The Wild Storm #1. A linha terá outras revistas, derivadas de The Wild Storm. Warren Ellis escreve a série principal, além de supervisionar os demais títulos.

## Universo Wildstorm
É um conceito sobre histórias em quadrinhos, referente ao plano fictício de realidade, onde acontecem a maior parte das histórias da Wildstorm, selo de publicações pertencente a editora estadunidense DC Comics..
Destacam-se, no UWS, equipes como The Authority, Planetary, WildC.A.T.s, Stormwatch e Gen¹³.

## Publicações de destaque
- Títulos do Universo Wildstorm / Eye of the Storm
  - Automatic Kafka
  - The Authority
  - Backlash
  - Deathblow
  - Divine Right
  - DV8
  - Establishment
  - Gen¹³
  - Intimates
  - Monarchy
  - Planetary
  - Sleeper
  - Stormwatch
  - Team 7
  - Wetworks
  - WildC.A.T.s
  - Wildcore

- Títulos da Wildstorm - Beyond the Storm
  - 21 Down
  - Ex Machina
  - Frequência Global

- Títulos da Homage 
  - Desperadoes
  - Kurt Busiek's Astro City
  - Leave it to Chance
  - Mek
  - Reload
  - Zero Girl

- Títulos da Cliffhanger 
  - Arrowsmith
  - Battle Chasers
  - Crimson
  - Danger Girl
  - High Roads
  - Kamikaze
  - Out There
  - The Possessed
  - Steampunk
  - Tokyo Storm Warning
  - Two-Step

- Títulos da America's Best Comics
  - The League of Extraordinary Gentlemen
  - Promethea
  - Terra Obscura
  - Tomorrow Stories
  - Tom Strong
  - Top 10

- Títulos licenciados
  - Resident Evil
  - Robotech
  - Speed Racer
  - Thundercats